# Dietrich II. (Lausitz)

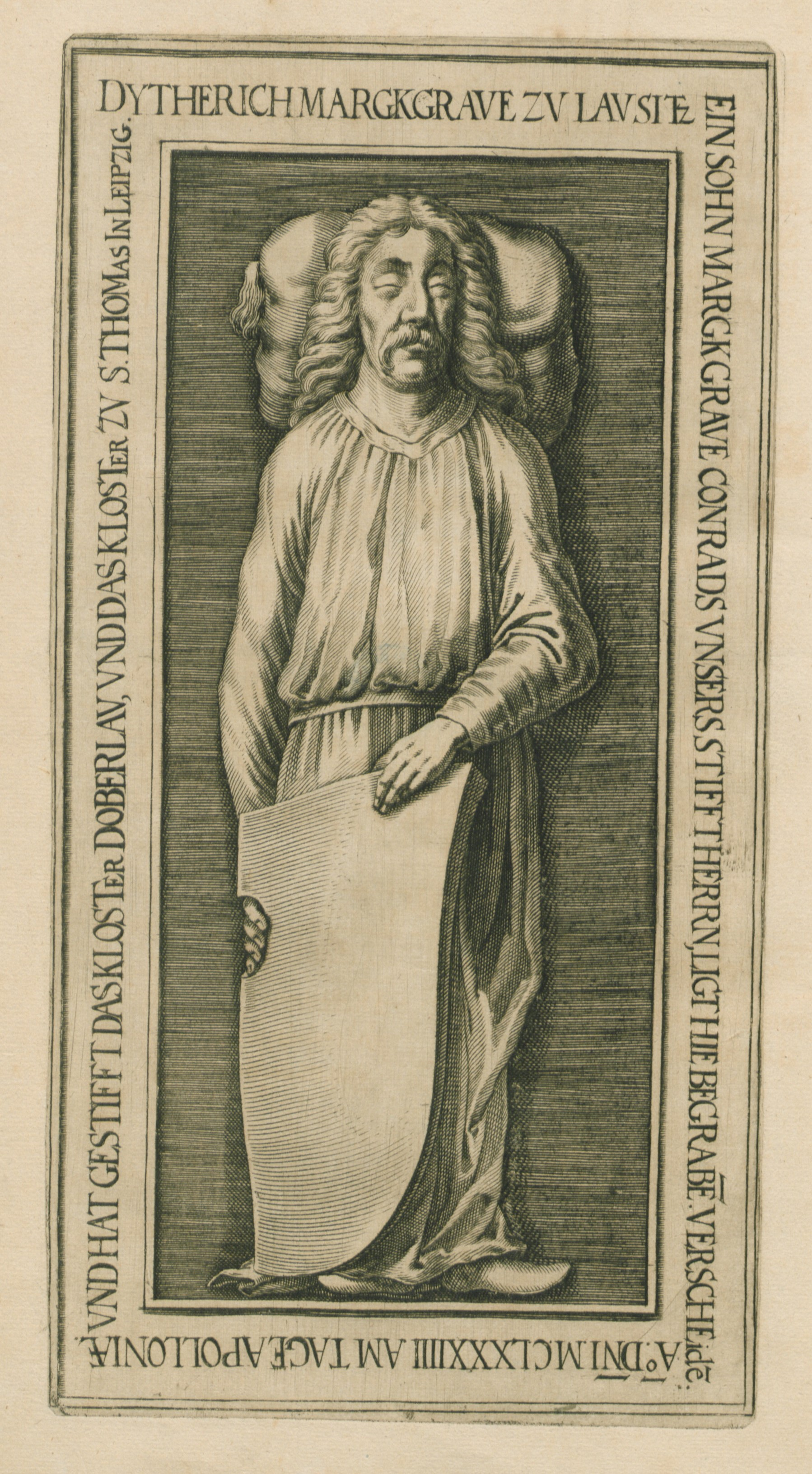

Markgraf Dietrich II. (* vor 27. Februar 1142; † 9. Februar 1185) war ab 1156/57 Markgraf der Mark Lausitz mit dem späteren Hauptsitz auf der Burg Landsberg. Er entstammte einem Adelsgeschlecht, das seit dem 15. Jahrhundert Wettiner genannt wurde.

## Leben
Nach dem Herrschaftsverzicht seines Vaters des Markgrafen Konrad von Meißen erhielt er 1156 die Markgrafschaft Lausitz von Kaiser Friedrich I. Barbarossa zu Lehen.
Markgraf Dietrich ließ die Burg Landsberg östlich Halle als neuen Stammsitz für sein Fürstentum errichten. Von der eindrucksvollen Anlage zeugt heute nur noch die Doppelkapelle St. Crucis, die nach schweren Zerstörungen Anfang des 16. Jahrhunderts erhalten blieb. Zu ihrer baulichen Ausstattung hatte Dietrich eine antike Säule aus Italien mitgebracht. Im Jahre 1165 stiftete er mit Hilfe des masowischen Bischofs Werner von Płock ein Hauskloster in Dobrilugk für seinen Familienzweig. Er war ein entschiedener Gegner Herzog Heinrichs des Löwen, den er zusammen mit seinen Verwandten, Erzbischof Wichmann von Magdeburg, Markgraf Otto von Meißen und Graf Dedo von Groitzsch und Rochlitz, befehdete. Dietrich hatte ein dauerhaft gutes Verhältnis zu Kaiser Friedrich Barbarossa, den er in Italien und besonders 1177 in Venedig beim Friedenskongress mit Papst Alexander III. nachhaltig unterstützte.
Dietrich starb am 9. Februar 1185, nach einer längeren Krankheit, die auf dem Mainzer Hoftag von 1184 ausgebrochen war. Er wurde im Augustiner-Chorherrenstift St. Peter auf dem Lauterberg bestattet, da die Familiengrablege in Dobrilugk noch nicht fertig war. Sein jüngerer Bruder Dedo von Rochlitz-Groitzsch folgte ihm als Markgraf, nachdem er gegen Zahlung einer beträchtlichen Summe (4.000 Mark Silber) von Friedrich Barbarossa mit der Mark Lausitz belehnt worden war.
Dietrich war der erste Markgraf der Mark Lausitz mit einer eigenen Münzprägung. Seine Brakteaten sind von außerordentlicher, repräsentativer Schönheit. Außerdem förderte er den Landesausbau zwischen Elbe und Elster und in der Lausitz.
Verheiratet war Dietrich mit Dobronega Lucardis, einer Tochter des polnischen Herzogs Bolesław III. Schiefmund. Aus dieser Ehe stammten zwei Kinder: Konrad († 1175 Unfalltod bei einem Turnier) und Gertrud, Nonne zu Gerbstedt. Zugleich hatte er mit Kunigunde von Plötzkau, der Witwe des im Heiligen Land gefallenen Grafen Bernhard, eine Geliebte, die ihm Dietrich, den späteren Bischof von Merseburg († 1215) gebar.